# ГЕС Панге
ГЕС Панге (ісп. Central hidroeléctrica de Pangue) — гідроелектростанція в центральній частині Чилі в регіоні Біобіо (VIII Регіон). Знаходячись після ГЕС Ралко (вище за течією) та ГЕС Ангостура, входить до складу каскаду на другій за довжиною річці країни Біобіо, яка впадає в Тихий океан у місті Консепсьйон.
У межах проєкту річку перекрили гравітаційною греблею з ущільненого котком бетону висотою 113 метрів та довжиною 410 метрів, яка утримує витягнуте по долині річки на 14 км водосховище з площею поверхні 5 км2 та об'ємом 175 млн м3.
Під греблею облаштували машинний зал, обладнаний двома турбінами типу Френсіс потужністю по 233,5 МВт, які при напорі у 99 метрів забезпечують виробництво 1367 млн кВт·год електроенергії на рік.
Для видачі продукції ГЕС до мережі встановлені трансформатори, які здатні підіймати напругу до 230 кВ.